# Iwan Sławkow
Iwan Sławkow (ur. 11 maja 1940, zm. 1 maja 2011 w Sofii) – bułgarski sportowiec, działacz sportowy i polityk.
Ukończył studia na Uniwersytecie Technicznym w Sofii. W czasie studiów uprawiał wyczynowo piłkę wodną.
W 1966 po tragicznej śmierci stewardesy Swietły Marinowej został wdowcem. W latach 1967–1969 pracował w dziale ekonomicznym pisma Trud. Drogę do kariery otworzyło mu w dużej mierze małżeństwo z Ludmiłą Żiwkową, córką Todora Żiwkowa, lidera komunistów i premiera Bułgarii. W latach 1976–1981 Sławkow był wiceministrem kultury, a od 1972 do 1982 – dyrektorem generalnym bułgarskiej telewizji.
Na początku lat 80. rozpoczął aktywną działalność w krajowych i międzynarodowych organizacjach sportowych. Od 1982 roku był przewodniczącym Bułgarskiego Komitetu Olimpijskiego. Pięć lat później został członkiem MKOl-u. Od listopada 1995 roku pełnił również funkcje prezesa Bułgarskiego Związku Piłki Nożnej.
Wszystkie te stanowiska stracił w połowie 2005 roku, kiedy BBC ujawniła, że w sofijskim hotelu próbował wręczyć łapówkę działaczom MKOl-u za głosy oddane za kandydaturą Londynu w wyborze gospodarza Igrzysk Olimpijskich 2012. 